# Lucio Battisti, la batteria, il contrabbasso, eccetera
Lucio Battisti, la batteria, il contrabbasso, eccetera è il decimo album discografico di Lucio Battisti, pubblicato nel febbraio del 1976 dall'etichetta discografica Numero Uno. Da esso venne estratto il singolo Ancora tu/Dove arriva quel cespuglio.
Il disco è considerato uno dei capolavori più importanti e originali di Battisti.

## Descrizione
Il lavoro preliminare con i componenti de Il Volo non venne giudicato soddisfacente da Mogol e da Lucio Battisti, e così venne organizzata una nuova formazione con l'aiuto di Claudio Pascoli, mantenendo però l'incisione originale del brano Io ti venderei.
Tra i brani viene inserita anche una cover di La compagnia, una canzone del 1969 con testo di Mogol e musica di Carlo Donida, originariamente interpretata da Marisa Sannia. Si tratta della terza e ultima volta in cui Battisti registra e pubblica una canzone di cui non è autore; le precedenti sono Prigioniero del mondo, del 1968, anch'essa scritta da Mogol e Donida, e Adesso sì scritta e incisa inizialmente da Sergio Endrigo.

### Copertina
L'immagine di copertina fu realizzata dal fotografo Cesare Montalbetti, che di questa sessione fotografica ha ricordato:
Successivamente la mediazione di Lucio ci riportò a lavorare insieme, ma chiesi una maggiore autonomia. Nacque così la copertina di "La batteria, il contrabbasso, eccetera", e di conseguenza il video, di cui non fui il regista ma l'autore. La foto fu scattata in una stradina sterrata che portava al laghetto nelle vicinanze del Mulino, la sala dove stava incidendo Lucio. Bagnammo la strada per rimpinguare le pozzanghere già presenti per la pioggia caduta in precedenza. Lucio, che portava sotto i vestiti una tuta da subacqueo, dovette ripetere l'azione almeno un centinaio di volte, scivolando e facendo veri e propri capitomboli. Per aumentare l'effetto del fango gli lanciavamo, proprio davanti ai piedi, dei sassi. Alla fine del servizio era distrutto dalla fatica, e rimase a letto per un paio di giorni.»
(Cesare Montalbetti, 2007)

## Tracce
Lato A
Testi e musiche di Mogol-Battisti, eccetto dove indicato; edizioni musicali Acqua Azzurra.
1. Ancora tu – 4:40
2. Un uomo che ti ama – 6:04
3. La compagnia – 5:46 (Mogol, Carlo Donida; edizioni musicali RRR, Acqua Azzurra, Sugar Music)
4. Io ti venderei – 4:29

Lato B
Testi e musiche di Mogol-Battisti; edizioni musicali Acqua Azzurra.
1. Dove arriva quel cespuglio – 4:19
2. Respirando – 4:53
3. No dottore – 5:38
4. Il veliero – 5:56
5. Ancora tu (coda) – 0:34

## Formazione
- Lucio Battisti – voce, chitarra acustica, pianoforte, tastiera, percussioni, mandolino, basso
- Ivan Graziani – chitarra elettrica, mandolino
- Walter Calloni – batteria
- Claudio Maioli – tastiera
- Hugh Bullen – basso
- Alberto Radius – chitarra (in Io ti venderei)
- Gabriele Lorenzi – tastiera (in Io ti venderei)
- Bob Callero – basso (in Io ti venderei,il veliero)
- Gianni Dall'Aglio – batteria (in Io ti venderei)
- Claudio Pascoli – sax (in La compagnia)

## Accoglienza
| Recensione             | Giudizio |
| ---------------------- | -------- |
| Ondarock               | 6,5 / 10 |
| AllMusic               | [ 9 ]    |
| Storia della musica.it | [ 10 ]   |

Fu il terzo album più venduto in Italia nel 1976, raggiungendo come picco nella classifica settimanale il primo posto, per un totale di sedici settimane consecutive al primo posto in classifica. Rimase tra i primi dieci per 31 settimane
Il singolo estratto dall'album, Ancora tu/Dove arriva quel cespuglio, fu il più venduto dell'anno in Italia.